# Pentathlon moderne aux Jeux olympiques
Le pentathlon moderne est au programme des Jeux olympiques depuis l'édition de 1912 à Stockholm avec l'épreuve individuelle masculine. Depuis ce sport a toujours été présent lors des Jeux olympiques. C'est en 2000 que l'épreuve féminine fait son apparition pour la première fois. Entre 1952 et 1992 une épreuve masculine par équipes était également au programme.
La participation des nations et des athlètes aux épreuves de pentathlon est croissante dans le temps, mais le sport est néanmoins marqué par la présence régulière de certaines nations comme la Grande-Bretagne, la Suède, les États-Unis et la France alors que la présence de certains pays aux Jeux est purement anecdotique. La Hongrie est le pays ayant comptabilisé le plus grand nombre de médailles depuis les débuts du pentathlon moderne aux Jeux olympiques et c'est le pentathlonien soviétique Pavel Lednev qui est l'athlète le plus récompensé avec sept médailles olympiques remportées. L'athlète le plus titré est le hongrois András Balczó avec trois médailles d'or.

## Disciplines et épreuves

### Format
Jusqu’aux Jeux de 1996, les compétitions se répartissent sur une période de cinq jours consécutifs au rythme d’une épreuve par jour. Depuis 1996, elles se déroulent sur une seule journée (4 jours en 2024).
Les athlètes doivent effectuer quatre épreuves mais rassemblant 5 disciplines sportives :
- Escrime : épreuve d’épée, tous les concurrents s'affrontent par touche unique.
- Natation : course en nage libre de 200 mètres, les athlètes têtes de série des éliminatoires étant sélectionnés selon leur meilleur temps personnel.
- Équitation : épreuve de saut d'obstacles ; le parcours comprend au moins un obstacle double et un triple ; le cheval est tiré au sort ; l'échauffement de 20 min au paddock comprend cinq sauts au maximum.
- Course à pied /  Tir :  Les athlètes partent à des intervalles correspondant à leurs points au classement afin que la première personne à franchir la ligne remporte le titre olympique. L'épreuve est un laser run de 3,2 km, avec tous les 800 mètres, soit quatre fois durant la course, une séance de tir. Le compétiteur doit atteindre cinq cibles à 10 mètres d'écart et ne peut repartir que s'il touche toutes les cibles (avec un maximum de 70 secondes).
  - Jusqu'en 2008, l'épreuve de tir était à part (10 mètres à air comprimé), et l'épreuve de course était sur une piste athlétique sur la distance de 3 000 m.
  - À partir des Jeux de Londres, les pistolets à visée laser ont remplacé les pistolets à plomb et les épreuves de tir et de course sont combinées.

### Tableau des différentes disciplines présentes aux Jeux olympiques modernes
| Épreuves          | 12 | 20 | 24 | 28 | 32 | 36 | 48 | 52 | 56 | 60 | 64 | 68 | 72 | 76 | 80 | 84 | 88 | 92 | 96 | 00 | 04 | 08 | 12 | 16 | 20 | 24 | Total |
| ----------------- | -- | -- | -- | -- | -- | -- | -- | -- | -- | -- | -- | -- | -- | -- | -- | -- | -- | -- | -- | -- | -- | -- | -- | -- | -- | -- | ----- |
| Individuel homme  | •  | •  | •  | •  | •  | •  | •  | •  | •  | •  | •  | •  | •  | •  | •  | •  | •  | •  | •  | X  | •  | •  | X  | X  | X  | X  | 26    |
| Individuel femme  |    |    |    |    |    |    |    |    |    |    |    |    |    |    |    |    |    |    |    | X  | •  | •  | X  | X  | X  | X  | 7     |
| Par équipes homme |    |    |    |    |    |    |    | •  | •  | •  | •  | •  | •  | •  | •  | •  | •  | •  |    |    |    |    |    |    |    |    | 11    |
| Total             | 1  | 1  | 1  | 1  | 1  | 1  | 1  | 2  | 2  | 2  | 2  | 2  | 2  | 2  | 2  | 2  | 2  | 2  | 1  | 2  | 2  | 2  | 2  | 2  | 2  | 2  | 44    |

## Nations présentes
Entre 1912 et 2020, près de 1 241 athlètes en provenance de plus de cinquante-neuf nations différentes ont participé aux épreuves de pentathlon moderne des Jeux olympiques. La tendance est à la croissance au fil des éditions avec une trentaine de délégations participantes depuis l'édition de 2008, contre une petite dizaine lors des premières éditions.
| Édition                                                       | 12 | 20 | 24 | 28 | 32 | 36 | 48 | 52 | 56 | 60 | 64 | 68 | 72 | 76 | 80 | 84 | 88 | 92 | 96 | 00 | 04 | 08 | 12 | 16 | 20 | 24 |
| ------------------------------------------------------------- | -- | -- | -- | -- | -- | -- | -- | -- | -- | -- | -- | -- | -- | -- | -- | -- | -- | -- | -- | -- | -- | -- | -- | -- | -- | -- |
| Nombre de nations présentes en pentathlon moderne par édition | 10 | 8  | 11 | 14 | 10 | 16 | 16 | 19 | 16 | 23 | 15 | 18 | 20 | 17 | 17 | 18 | 26 | 30 | 22 | 24 | 26 | 27 | 26 | 28 | 31 |    |

Le nombre indiqué entre parenthèses est le nombre d'athlètes engagés dans les épreuves officielles pour chaque pays sur l'ensemble des Jeux de 1912 à 2020.
| - Afrique du Sud (8) - Allemagne (58) - Allemagne de l'Est (3) - Argentine (13) - Australie (37) - Autriche (22) - Bahreïn (6) - Belgique (15) - Biélorussie (17) - Brésil (23) - Bulgarie (16) - Canada (19) - Chili (15) - Chine (23) - Corée du Sud (26) |  | - Cuba (5) - Danemark (22) - Égypte (25) - Équateur (1) - Équipe unifiée de l'ex-URSS (3) - Espagne (19) - Estonie (3) - États-Unis (70) - Finlande (41) - France (70) - Géorgie (1) - Grande-Bretagne (77) - Grèce (5) - Guatemala (7) - Hongrie (67) |  | - Irlande (8) - Italie (68) - Japon (31) - Kazakhstan (12) - Kirghizistan (3) - Lettonie (14) - Lituanie (20) - Maroc (2) - Mexique (51) - Norvège (6) - Nouvelle-Zélande (1) - Ouzbékistan (2) - Pays-Bas (15) - Pérou (2) - Pologne (43) |  | - Portugal (11) - ROC (3) - Roumanie (12) - Russie (26) - Suède (69) - Suisse (28) - Taipei chinois (3) - Tchécoslovaquie (21) - Tchéquie (14) - Tunisie (3) - Turquie (2) - Ukraine (16) - Union soviétique (27) - Uruguay (8) |

## Tableau des médailles
Le tableau ci-dessous présente le bilan, par nations, des médailles obtenues en pentathlon moderne lors des Jeux olympiques d'été, de 1912 à 2024. Le rang est obtenu par le décompte des médailles d'or, puis en cas d'ex æquo, des médailles d'argent, puis de bronze.
Après les Jeux de 2024, la Hongrie est le pays ayant remporté le plus grand nombre de médailles olympiques en pentathlon moderne avec vingt-quatre médailles dont dix en or. La Suède arrive en seconde position avec neuf médailles d'or remportées. Elle est suivie de l'Union soviétique avec cinq médailles d'or. Depuis l'instauration du pentathlon moderne au programme olympique vingt-six entités ont remporté au moins une médaille.
Tableau mis à jour après les Jeux olympiques de 2024.
| Rang  | Nation                      | Or | Argent | Bronze | Total |
| ----- | --------------------------- | -- | ------ | ------ | ----- |
| 1     | Hongrie                     | 10 | 8      | 6      | 24    |
| 2     | Suède                       | 9  | 7      | 5      | 21    |
| 3     | Union Soviétique            | 5  | 5      | 5      | 15    |
| 4     | Grande-Bretagne             | 4  | 2      | 3      | 9     |
| 5     | Russie                      | 4  | 1      | 0      | 5     |
| 6     | Pologne                     | 3  | 0      | 1      | 4     |
| 7     | Italie                      | 2  | 2      | 4      | 8     |
| 8     | Allemagne                   | 2  | 0      | 1      | 3     |
| 9     | Lituanie                    | 1  | 3      | 1      | 5     |
| 10    | Égypte                      | 1  | 1      | 0      | 2     |
| 11    | Tchéquie                    | 1  | 0      | 1      | 2     |
| 12    | Australie                   | 1  | 0      | 0      | 1     |
| 12    | Kazakhstan                  | 1  | 0      | 0      | 1     |
| 14    | États-Unis                  | 0  | 6      | 3      | 9     |
| 15    | France                      | 0  | 2      | 2      | 4     |
| 16    | Finlande                    | 0  | 1      | 4      | 5     |
| 17    | Équipe unifiée de l'ex-URSS | 0  | 1      | 1      | 2     |
| 17    | Tchécoslovaquie             | 0  | 1      | 1      | 2     |
| 19    | Chine                       | 0  | 1      | 0      | 1     |
| 19    | Lettonie                    | 0  | 1      | 0      | 1     |
| 19    | Japon                       | 0  | 1      | 0      | 1     |
| 19    | Ukraine                     | 0  | 1      | 0      | 1     |
| 23    | Biélorussie                 | 0  | 0      | 2      | 2     |
| 23    | Corée du Sud                | 0  | 0      | 2      | 2     |
| 25    | Brésil                      | 0  | 0      | 1      | 1     |
| 25    | Mexique                     | 0  | 0      | 1      | 1     |
| Total | Total                       | 44 | 44     | 44     | 132   |

## Légendes olympiques
Pavel Lednev est le seul athlète à avoir gagné en tout sept médailles olympiques. Il est suivi par András Balczó et Carlo Massullo, qui ont remporté quant à eux cinq médailles. Igor Novikov compte, lui, quatre médailles olympiques à son palmarès dont deux en or.
| Rang | Athlète           | Nation           | Médaille d'or, Jeux olympiques | Médaille d'argent, Jeux olympiques | Médaille de bronze, Jeux olympiques | Total |
| ---- | ----------------- | ---------------- | ------------------------------ | ---------------------------------- | ----------------------------------- | ----- |
| 1    | Pavel Lednev      | Union soviétique | 2                              | 2                                  | 3                                   | 7     |
| 2    | András Balczó     | Hongrie          | 3                              | 2                                  | 0                                   | 5     |
| 3    | Carlo Massullo    | Italie           | 1                              | 2                                  | 2                                   | 5     |
| 4    | Igor Novikov      | Union soviétique | 2                              | 2                                  | 0                                   | 4     |
| 5    | Daniele Masala    | Italie           | 2                              | 1                                  | 0                                   | 3     |
| 5    | Lars Hall         | Suède            | 2                              | 1                                  | 0                                   | 3     |
| 5    | Anatoly Starostin | Union soviétique | 2                              | 1                                  | 0                                   | 3     |
| 8    | János Martinek    | Hongrie          | 2                              | 0                                  | 1                                   | 3     |
| 8    | Ferenc Török      | Hongrie          | 2                              | 0                                  | 1                                   | 3     |
| 10   | Bo Lindman        | Suède            | 1                              | 2                                  | 0                                   | 3     |
| 10   | Boris Onishenko   | Union soviétique | 1                              | 2                                  | 0                                   | 3     |